# Ádi-buddha

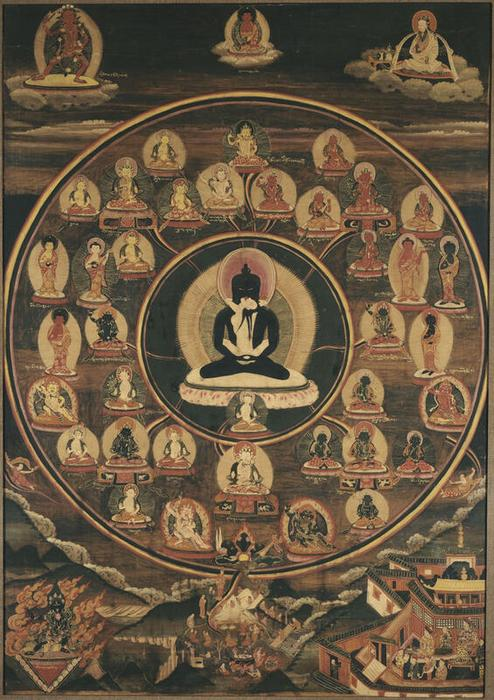
Ádi-buddha Samantabhadra ve spojení s partnerkou Samantabhadri v pozici jab-jum

Ádi-Buddha („pra-buddha“, „prvotní buddha“ či „primordiální buddha“) je personifikovaná podoba transcendentní absolutní skutečnosti či univerzální podstaty bytí, jehož imanentní přítomností v realitě je čiré duchovní světlo bez začátku a konce, vnímatelné v meditačním pohroužení. Ve foremném světě smyslově vnímatelné reality se jeví jako "prázdnota" (šúnjata). Ádi-Buddha je personifikací "takovosti" (tatháta) a "úplného probuzení" (samjaksambódhi). V doktríně mahájánového a vadžrajánového buddhismu Ádi-Buddha představuje Dharmakáju ve smyslu absolutní skutečnosti či podstaty existence.

## Různá jména

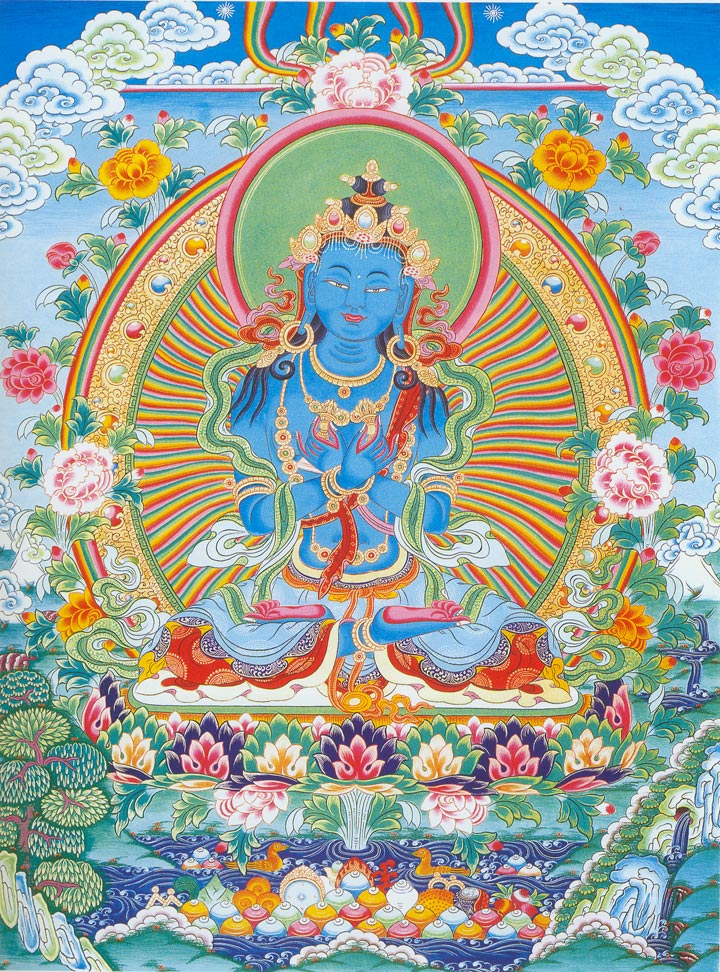
Dordže Čhang (Vadžradhara), pouze jiná forma Ádi-buddhy, tibetská thangka

Ádi-Buddha je v mahájánovém a vadžrajánovém buddhismu znám také pod jmény Samantabhadra (nesouvisí s bódhissatvou téhož jména) a Vadžradhara a má nejblíže k Bohu známému z monoteistických náboženství jako je například křesťanství.
Na základě komparace lze dospět k poznání, že monoteistický Bůh a Ádi-Buddha jsou dvěma různými koncepty téhož. Ádi-Buddha však není Stvořitelem ve smyslu Tvůrce, který utvořil svět z prvotního chaosu, 
když předtím stvořil prvotní chaos z prvotní temnoty, nýbrž v nejvyšším smyslu transcendentního Původce, z jehož věčného a neměnného meditačního prodlévání v transcendenntí říši „nevzniklého, nezrozeného, nestvořeného a nezformovaného“ se už vše utváří samo ve věčném procesu neustálého vznikání a zanikání.
Traduje se, že Ádi-Buddha na počátku současného vesmíru pěti akty meditačního „pohroužení“ (dhjána) emanoval pět buddhovských duchů, tzv. dhjánibuddhů.

## Ikonografie

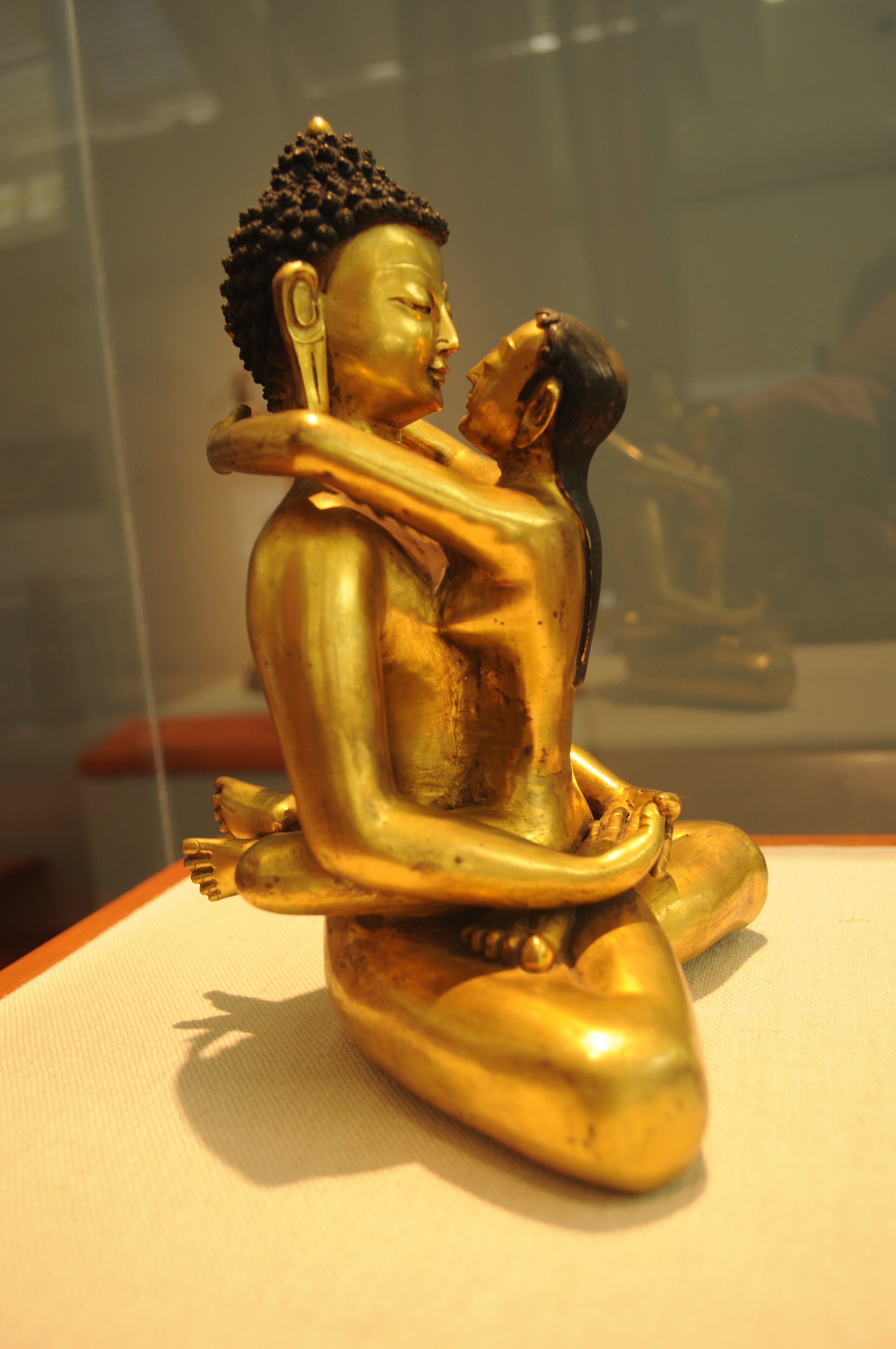
Soška Samantabhadry s partnerkou v pozici jab-jum

Ádi-Buddha má tmavě modré nahé tělo a je často zobrazován ve spojení jab-jum se svou družkou, která má bílé tělo.
Toto spojení mužského a ženského elementu symbolizuje prvotní svazek soucitu a moudrosti.
Mužský aktivní element představuje soucit, ženský pasivní element představuje moudrost.